# Joshua Kennedy
Joshua Kennedy, avstralski nogometaš, * 20. avgust 1982.
Za avstralsko reprezentanco je odigral 36 uradnih tekem in dosegel 17 golov.